# رامي أنيس
رامي أنيس هو سباح سوري من مواليد مدينة حلب، مقيم في بلجيكا، ومشارك ضمن فريق صغير من الرياضيين الأولمبيين اللاجئين (ROA) تحت العلم الأولمبي في دورة الألعاب الاولمبية الصيفية لعام 2016 في ريو دي جانيرو

## السيرة الذاتية
بعد تدهور الأوضاع في حلب، اضطر أنيس أن يترك المدينة. فاتجه للإقامة مع أخيه الأكبر في إسطنبول، تركيا. التحق بنادي غالاتاساراي الرياضي في إسطنبول ليحقق حلمه الذي ألهمه إياه عمه ماجيك، وهو سباح سوري أيضًا مثل بلاده في عدد من المنافسات. آملًا أن يحصل على فرصة لاثبات نفسه، غادر أنيس تركيًا متجهًا إلى الجزيرة اليونانية ساموس على متن قارب صغير. إلى أن وصل إلى بلجيكا، وتمكن هناك من الحصول على اللجوء السياسي في ديسمبر 2015. يستأنف أنيس حاليًا تدريباته في نادي غينت الملكي للسباحة تحت اشراف المدربة كارين فيرباون.

## سجله الرياضي

### اولمبياد ريو
قطع رامي أنيس، ضمن مشاركته في الفريق الأولمبي للاجئين، مسافة 100 م سباحة حرة بزمن قدره 54 ثانية و25 جزءا من الثانية، وحل في المركز السادس من بين ثمانية سباحين.
وقد احتل المركز الـ56 في الترتيب العام، من أصل 59 مركزا.

## وصلات خارجية
- رامي أنيس على موقع الاتحاد الدولي للسباحة (الإنجليزية)
- رامي أنيس على موقع SwimRankings.net (الإنجليزية)
- رامي أنيس على موقع أوليمبيديا (الإنجليزية)

- صفحة الفيسبوك الرسمية
- انستغرام